# Sabak
Sabak (Sabacc) – najpopularniejsza z hazardowych gier karcianych w fikcyjnym świecie Gwiezdnych wojen. Sabakiem nazywany jest też wygrywający układ kart w tej grze. Gra jest często porównywana do pokera albo blackjacka. Doczekała się kilku licencjonowanych wydań w świecie rzeczywistym. Nie istnieje jeden zbiór zasad do gry uznawany za kanoniczny i w samym uniwersum GW gra ma wiele wariantów.

## Zasady gry
W partii sabaka może brać udział dowolna liczba graczy. Standardowo jest ich kilku, przy czym podczas gry możliwa jest rezygnacja z udziału w niej (łącząca się z utratą już postawionych pieniędzy) lub – w niektórych wersjach – przyłączanie się w trakcie.
Głównym celem gry jest uzyskanie i wyłożenie sabaka, czyli takiej kombinacji kart, która jest warta 23 lub −23 punkty. W zależności od wariantu gry można to osiągnąć bądź przez zebranie kart, których suma wartości wynosi +/− 23 (dodatnie 23 to tzw. czysty sabak) lub też dzięki układowi Idioty – kombinacji kart 2, 3 oraz Idiota (warty 0 punktów). Jeżeli nikt z grających nie uzyskał w danym rozdaniu sabaka, zwycięzcą zostaje osoba, która najbardziej zbliżyła się do wartości 23. Przekroczenie 23 lub −23 traktowane jest jako automatyczna porażka. Jeżeli kilka osób uzyskało sabaka, wygrywają kolejno: Układ Idioty, czysty sabak, zwykły sabak.

### Karty

#### Kolory
W grze występują karty należące do jednego z czterech kolorów oraz karty bezkolorowe. Kolory wyróżniamy następujące (w nawiasie najczęściej stosowane tłumaczenia na język polski)
- Coins (monety)
- Flasks (manierki, flaszki)
- Sabers (szable, miecze – por. miecz świetlny)
- Staves (klepki, kije, pałki)

#### Wartości
Każda z kart sabakowych ma przypisaną wartość liczbową. Niektóre z kart pełnią rozmaite dodatkowe funkcje, z reguły zależne od wybranego wariantu gry.
- Karty zwykłe należą do jednego z czterech kolorów i mają przypisaną wartość od 1 do 11, np. piątka manierek, ósemka klepek itp. W talii istnieje tylko jedna karta o danym kolorze i wartości, co daje 44 karty zwykłe.
- Figury także należą do jednego z kolorów, mamy więc na przykład dowódcę klepek czy mistrza mieczy. W sumie w talii mieści się 16 figur. Możliwe wartości to:
  - Commander (dowódca, kapitan) – wartość 12
  - Mistress (pani, dama) – wartość 13
  - Master (mistrz) – wartość 14
  - Ace (as) – wartość 15
- Postaci to karty nie przypisane do żadnego koloru. W każdej talii jest ich 16 – po dwie każdego typu. Poza Idiotą (wartość 0), w zależności od wariantu gry różne mogą być zarówno ich wartości, jak i nazwy. W wariancie podstawowym są to następujące karty:
  - The Idiot (Idiota) – w każdym wariancie gry wraz z dwiema dowolnymi kartami o nominałach 2 i 3 daje wygrywający układ Idioty. Wartość liczbowa: 0
  - The Queen of Air and Darkness (Królowa Powietrza i Mroku): −2
  - Endurance (Wytrwałość): −8
  - Balance (Równowaga): −11
  - Demise (Śmierć): −13
  - Moderation (Umiar): −14
  - The Evil One (Zły): −15
  - The Star (Gwiazda): −17

Dzięki ujemnym wartościom, karty tego typu pozwalają na uzyskanie układu ujemnego sabaka.
Inne spotykane postacie to na przykład Rycerz Jedi (często utożsamiany z kartą Wytrwałość), Mistrz Jedi (Umiar) oraz Lord Sithów (Zły). Za czasów Imperium nie zawsze było jednak bezpiecznie korzystać z wariantu gry, w którym występowały te wcześniejsze.

### Przebieg rozgrywki
Każdy z graczy otrzymuje trzy karty, z których określoną liczbę może w określonym momencie gry wymienić. W większości wariantów sabaka walory kart zmieniają się losowo w trakcie rozgrywki, wprowadzając znaczący element losowy, mogący zadecydować o ostatecznym wyniku. Jedynie karty wyłożone już na stół i umieszczone w znajdującym się tam polu interferencyjnym nie zmieniają swojej wartości. Wyłożonych kart nie można wymieniać ani cofać do ręki.
Każdą turę danego rozdania rozpoczyna licytacja. Podobnie jak w pokerze, każdy gracz może wejść (dorzucić do puli aktualną stawkę), podbić stawkę, spasować lub sprawdzić. Spasowanie równe jest rezygnacji z dalszej gry w tym rozdaniu i stosowane jest zazwyczaj w sytuacji, w której gracz ocenia swój układ na beznadziejny lub z braku kredytów nie może dorzucić do puli pełnej stawki. Sprawdzenie oznacza, że rozdanie wygrywa osoba, która osiągnęła układ kart najbliższy sabakowi, jak opisano powyżej. Gracz może też wymieniać karty. Dodatkowym uatrakcyjnieniem rozgrywki jest fakt, że karty trzymane w ręku mogą losowo zmienić swoją wartość, anulując posiadany przez gracza wygrywający układ lub tworząc w ostatniej chwili nowy.
Do wygrania w sabaku są dwie pule pieniędzy – podstawowa, którą otrzymuje wygrywający dane rozdanie, oraz specjalna, która jest kumulatywna i wypłacana tylko w przypadku wygrania przez kogoś dzięki czystemu sabakowi lub Układowi Idioty.

### Warianty
W Galaktyce istnieje wiele lokalnych odmian sabaka, różniących się zasadami dotyczącymi przebiegu partii, użycia konkretnych kart, ich wartości itp.

## Słynne rozgrywki
W sabaka grać można o niskie lub wysokie stawki – ze zrozumiałych powodów ten drugi przypadek budzi zwykle dużo więcej zainteresowania. Oto niektóre znane partie sabaka o rzeczywiście wysokie stawki:
- Han Solo wygrał od Lando Calrissiana swój frachtowiec, „Sokoła Millennium” (Lando postawił w rozgrywce dowolny statek, jaki Solo sobie wybierze z asortymentu). Później kilkakrotnie dochodziło do spotkań rewanżowych.
- Lando Calrissian wygrał w sabaka posadę barona-administratora Miasta w Chmurach na Bespinie, aby następnie przegrać rzeczony Bespin w grze przeciw Huttowi Zorbie.
- Han Solo wygrał planetę Dathomira

## Sabak w świecie rzeczywistym
Sabacc debiutował w książce Lando Calrissian and the Mindharp of Sharu z 1983 r. Fani Gwiezdnych wojen na podstawie książek i innych materiałów opisujących rozgrywki i zasady sabaka opracowali kilka wersji zasad do wykorzystania w rozgrywkach między sobą. Sporządzane są specjalne talie kart, a rozgrywki często stanowią jeden z punktów konwentów miłośników GW. Pierwsza oficjalna wersja sabaka, do wykorzystania jako urozmaicenie podczas sesji gry fabularnej Star Wars, weszła w skład przygody Crisis on Cloud City (wyd. West End Games, 1989).
W 2015 r. powstała aplikacja mobilna do gry w Sabaka wydana przez Ren Ventures, która stała się wkrótce przedmiotem skargi sądowej nt. znaku towarowego (złożonej przez Lucafilm).
Uproszczona wersja gry opartej na zasadach z 1989 r. miała limitowaną edycję na konwencie fanów w USA w 2015 r. W 2018 r. fizyczna wersję gry została wydana przez Hasbro, ale z powodów prawnych pod nazwą Star Wars Han Solo Card Game. Od 2019 r. jest też dostępny wariant gry, nazwany Sabacc, sprzedawany w Disneylandzie.